# Simon Jacques Rochard
Simon Jacques Rochard, né à Paris le 28 décembre 1788 et mort à Bruxelles le 10 juin 1872, est un miniaturiste français.

## Biographie
Fils de René Rochard et de Marie Madeleine Talon, Simon Jacques Rochard naît à Paris dans une famille de douze enfants. Il est le frère aîné de François Théodore Rochard (mort en 1858).
Orphelin de père de bonne heure, il aide sa mère en vendant des portraits qu'il réalise. Il reçoit ses premières leçons de dessins par Mademoiselle Bounieu.
Il intègre l'école des beaux-arts de Paris et, en 1808, réalise un portrait de l'impératrice Joséphine pour Napoléon. Au retour de l'Ile d'Elbe, l'empereur l'emmène avec lui en Belgique, mais l'artiste se rend seul à Bruxelles. Reçut à la cour, il exécute les portraits en miniature du baron Falk et d'autres personnalités. Quelques jours avant Waterloo, il reçoit la commande d'une miniature du duc de Wellington pour le roi d'Espagne.
Ami de Léonor Mérimée, dont il réalise des portraits ainsi que celui de son fils, Prosper Mérimée, qu'il initie au dessin et à la peinture.
Il peint les portraits de nombreux personnages de la cour de Belgique et d'Angleterre. En novembre 1815, il est invité à se rendre à Spa pour faire les portraits du duc Guillaume V d'Orange et de son épouse. À son arrivée en Angleterre il réalise les portraits de la princesse Charlotte, de la duchesse d'York, du duc de Cambridge, du duc de Devonshire. Il réalise deux portraits de la reine du Portugal, et lors de la visite en 1839 du tsar Nicolas Ier de Russie en Angleterre, il peint six miniature de son épouse Charlotte de Prusse pour des tabatières offertes aux personnalités anglaises attachées à la personne du tsar.
Il se marie deux fois. De sa première femme, Hannah Stanley (†1863), il a une fille qui épouse un officier anglais, puis de la seconde, Henriette Pilton, un garçon.
Il se retire à Bruxelles en 1846 et participe à la réalisation d'un catalogue d'images de ses anciens élèves anglais.
Il meurt à Bruxelles le 10 juin 1872 après avoir placé, sans succès, une grande partie de son argent dans une maison de commerce.

## Œuvres dans les collections publiques

### Dessins, aquarelles
- Vers 1815, Portrait présumé de la Princesse Charlotte, aquarelle sur ivoire, collection Wallace, Londres
- 1828, Léonor Mérimée  secrétaire perpétuel de l'Académie de peinture, pastel, musée du Louvre
- 1832, Melle Rochard, crayon mine de plomb sur papier beige et aquarelle, musée du Louvre
- Vers 1866, Prosper Mérimée, dessin, crayon noir rehaut sanguine sur papier beige, musée du Louvre

### Peintures
- Portrait d'une jeune femme coiffée d'un chapeau blanc , peinture sur ivoire, musée du Louvre
- Mr Marsh, banquier londonien, miniature sur ivoire, musée du Louvre

## Salons
- Salon de Paris de 1852, trois miniatures

## Expositions, galeries
- De 1816 à 1845 à la Royal Academy

## Élèves
- Prosper Mérimée